# Otto-Brenner-Allee
Die Otto-Brenner-Allee ist eine zentrale Erschließungsstraße in Bremen, Stadtteil Osterholz, Ortsteil Tenever. Sie führt überwiegend in Süd-Nord-Richtung von der Osterholzer Heerstraße bis zur Sankt-Gotthard-Straße und zum Einkaufszentrum von Osterholz.
Die Querstraßen und Anschlussstraßen wurden zumeist benannt nach Städten in Rheinland-Pfalz u. a. als Osterholzer Heerstraße nach dem Stadtteil, Teneverstraße nach dem Ortsteil, früher Tenöver = zum Ufer, Dürkheimer Straße, Kreuznacher Straße, Koblenzer Straße, Ludwigshafener Straße, Kaiserslauterner Straße, Wormser Straße, Pirmasenser Straße, Pfälzer Weg, Neuwieder Straße, Binger Weg und Sankt-Gotthard-Straße nach dem Gotthardmassiv und dem 2106 m Pass; ansonsten siehe beim Link zu den Straßen.

## Geschichte

### Name
Die Otto-Brenner-Allee wurde nach dem Gewerkschafter, Politiker (SPD) und Vorsitzenden der IG Metall Otto Brenner (1907–1972) benannt.
Er wurde 1952 Zweiter und war von 1956 bis 1972 schließlich Erster Vorsitzender der IG Metall und 1961 Präsident des Internationalen Metallarbeiterbundes.

### Entwicklung

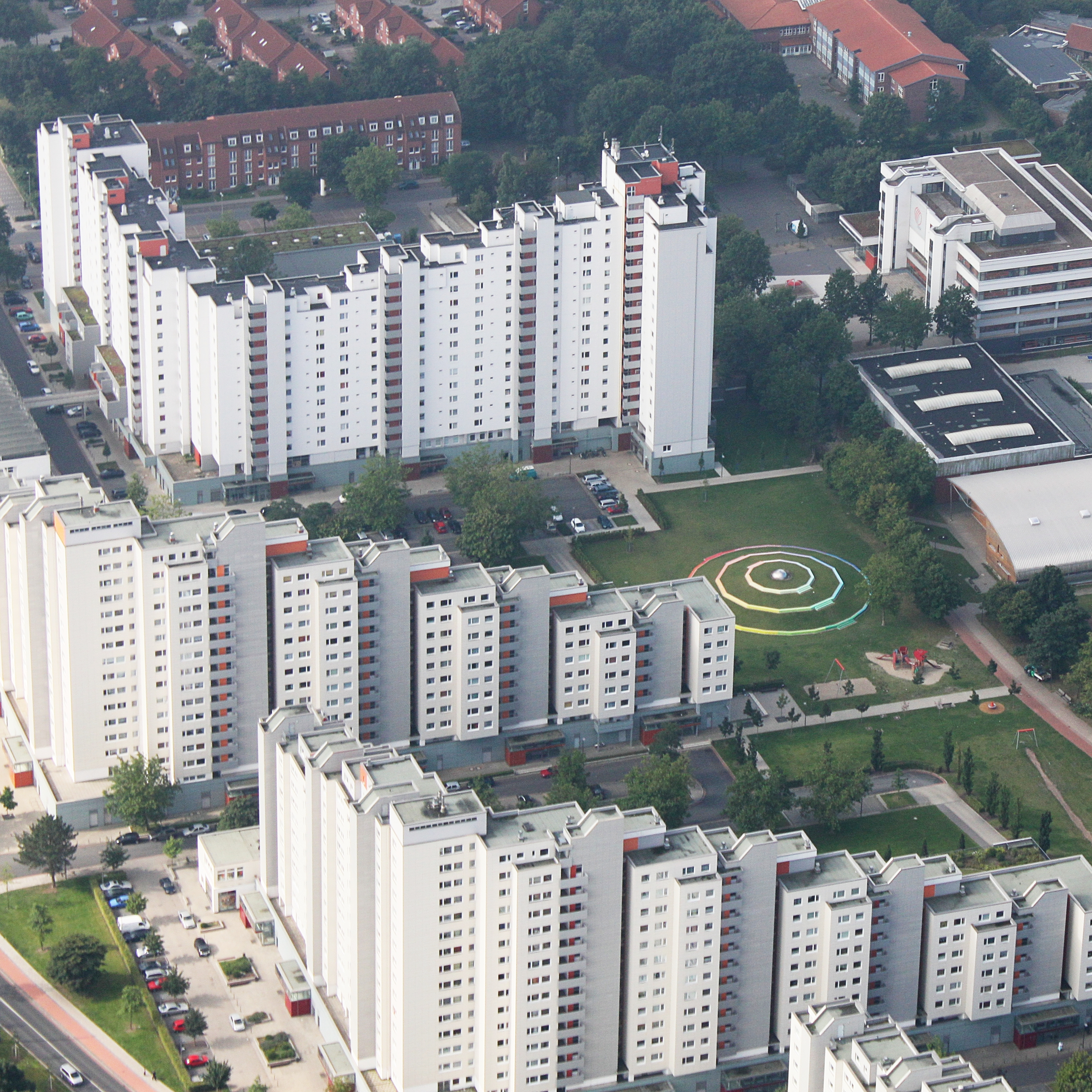
Großwohnsiedlung Tenever

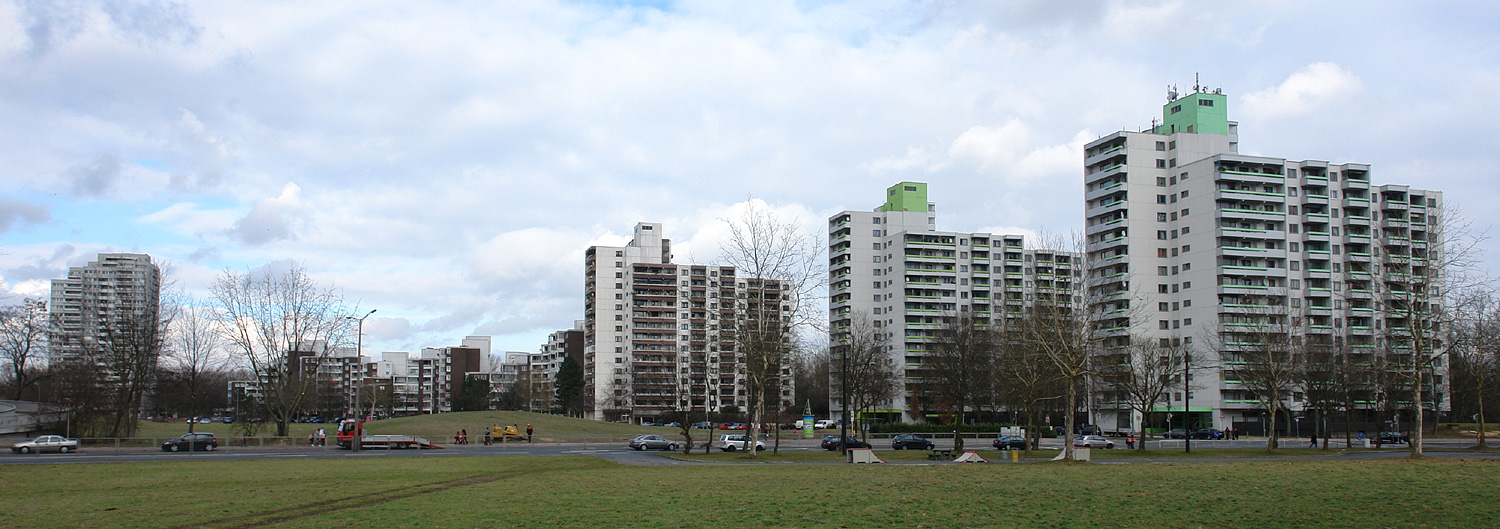
Otto-Brenner-Allee und Neuwieder Straße

Nachdem für rund 30.000 Bürger die Großwohnsiedlung in der Vahr entstand, folgte von 1965 bis 1970 der Ortsteil Blockdiek für rund 8000 Einwohner, das Ellener Feld mit einer kleinteiligen Wohnbebauung und von 1970 bis 1977 die Großwohnsiedlung Tenever. Für Tenever wurde vom Städtebauinstitutes Nürnberg (SIN) unter Führung von Prof. Gerhard G. Dittrich 1970 ein städtebauliches Konzept erarbeitet. Geplant waren für das „Demonstrativbauvorhaben“ 4600 Wohnungen, gebaut wurden 2500/2600 Wohneinheiten.

Zahlreiche Wohnblocks mit bis zu 21 Etagen wurden errichtet. Die Wohnungen ließen sich später nur schwer vermieten. Nach um 1992 waren größere Leerstände zu verzeichnen.

Der Hannoveraner Architekt Lothar Krause war Eigentümer von fünf öffentlich geförderten Wohnanlagen in Osterholz-Tenever mit 1416 Wohnungen, die Ende 1995 zwangsverwaltet werden mussten. Im Konkursverfahren waren mehrere Zwangsversteigerungstermine erfolglos. Die Bremer Investitions-Gesellschaft (BIG) erarbeitete um 1999 bis 2001 ein Gesamtkonzept für diese 1416 Wohnungen mit ca. 98.000 m² Wohnfläche. Die Gewoba wurde Kooperationspartner der BIG in diesem Verfahren. Die Stadt mit der BIG und die Gewoba gründeten 2003 die Osterholz-Tenever-Grundstücksgesellschaft (OTG), die 2003 die Liegenschaften mit 1306 Wohnungen aus dem Konkursverfahren erwarb. 2000/01 wurde ein Integrierte Stadtumbaukonzept für das Gebiet erarbeitet.
Von 2004 bis 2009 fand auf der Grundlage eines städtebaulichen Konzepts von 2001/02 mit Fördermitteln der Stadt ein Stadtumbau in diesem Gebiet statt; Straßen und Häuser wurden saniert, Stockwerke bzw. Wohnblocks mit um die 1000 Wohnungen abgerissen (u. a. der Kesslerblock an der Ecke Otto-Brenner-Allee / Neuwieder Straße, mehrere Hochhausflügel der früher Z-förmigen Riegelbauten und die Brücken der oberen Fußgängerebene), das Wohnumfeld verbessert und Neubaumaßnahmen aus den Abrissflächen vorbereitet. Kosten in Höhe von 90 Mio. Euro wurden dabei 2002 ermittelt, 72 Mio. Euro sollten dann in das Projekt bis um 2008 fließen.
In dem Gebiet des Ortsteils mit um die 6000 Einwohnern (2017) leben Menschen mit um die 80 verschiedenen Nationalitäten.

### Verkehr
Die Straße von um 1970 verläuft zunächst parallel zur Bundesautobahn 27 und knickt dann nach Westen ab.
Die neue Straßenbahnlinie 1 fuhr ab 1967 zwischen Arsterdamm und Blockdiek. Sie wurde 1968 bis Osterholz sowie 2012/13 über Tenever nach Mahndorf verlängert.

Die Straßenbahn Bremen durchfährt seitdem mit der Linie 1 (Huchting – S Bf Mahndorf) die Straße.

## Gebäude und Anlagen

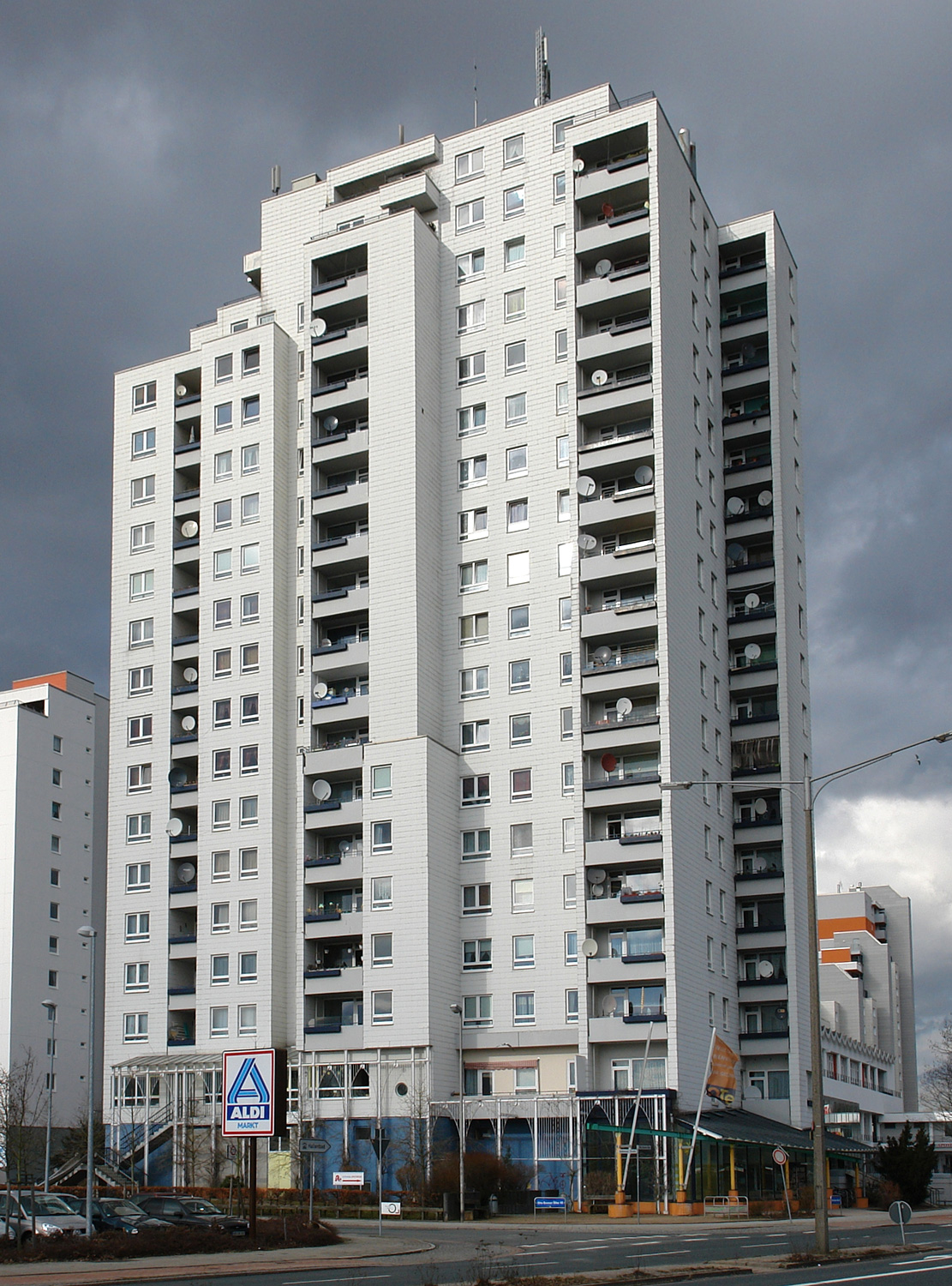
Nr. 42: Wohnhochhaus

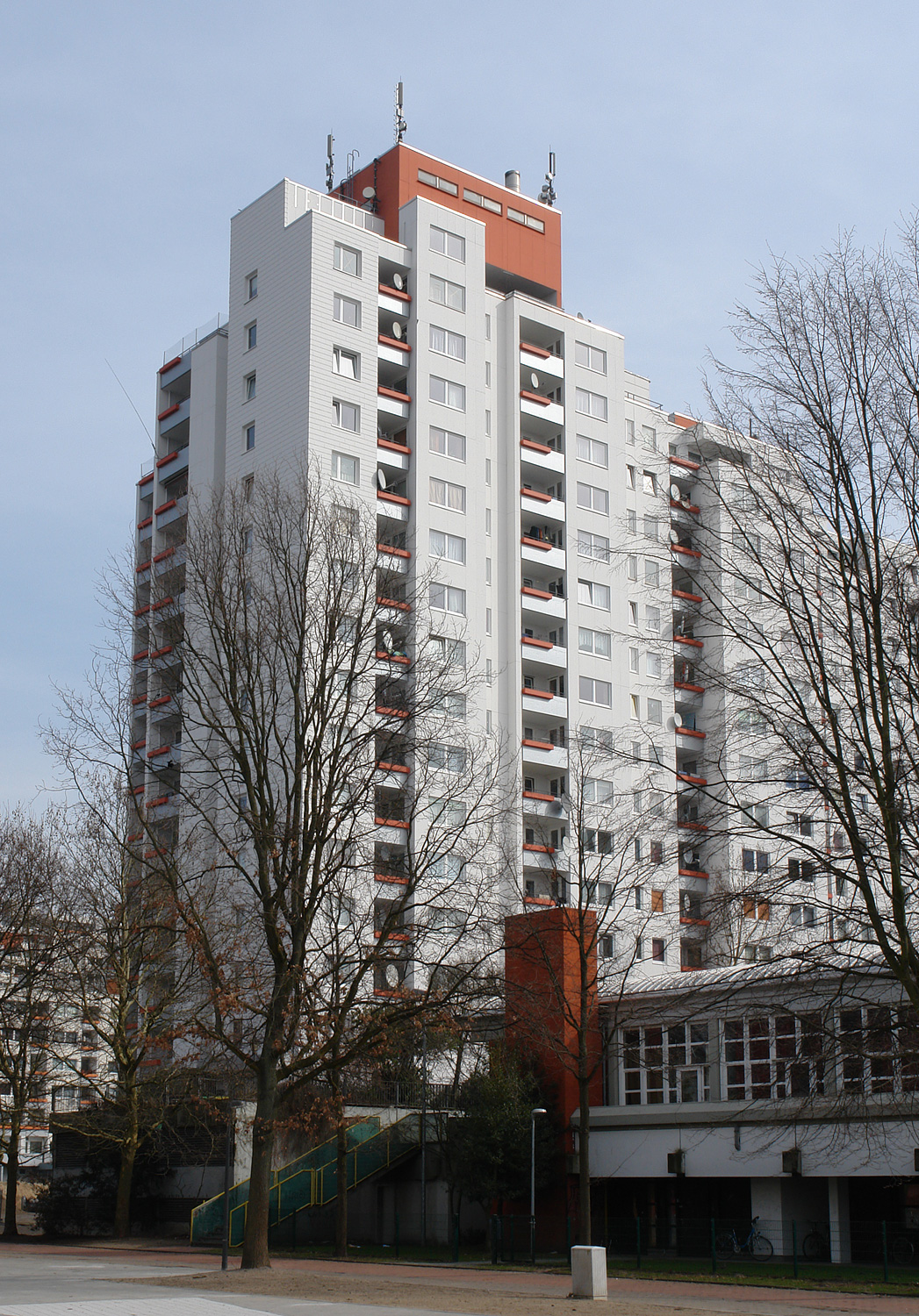
Ludwigshafener Str .Nr. 12

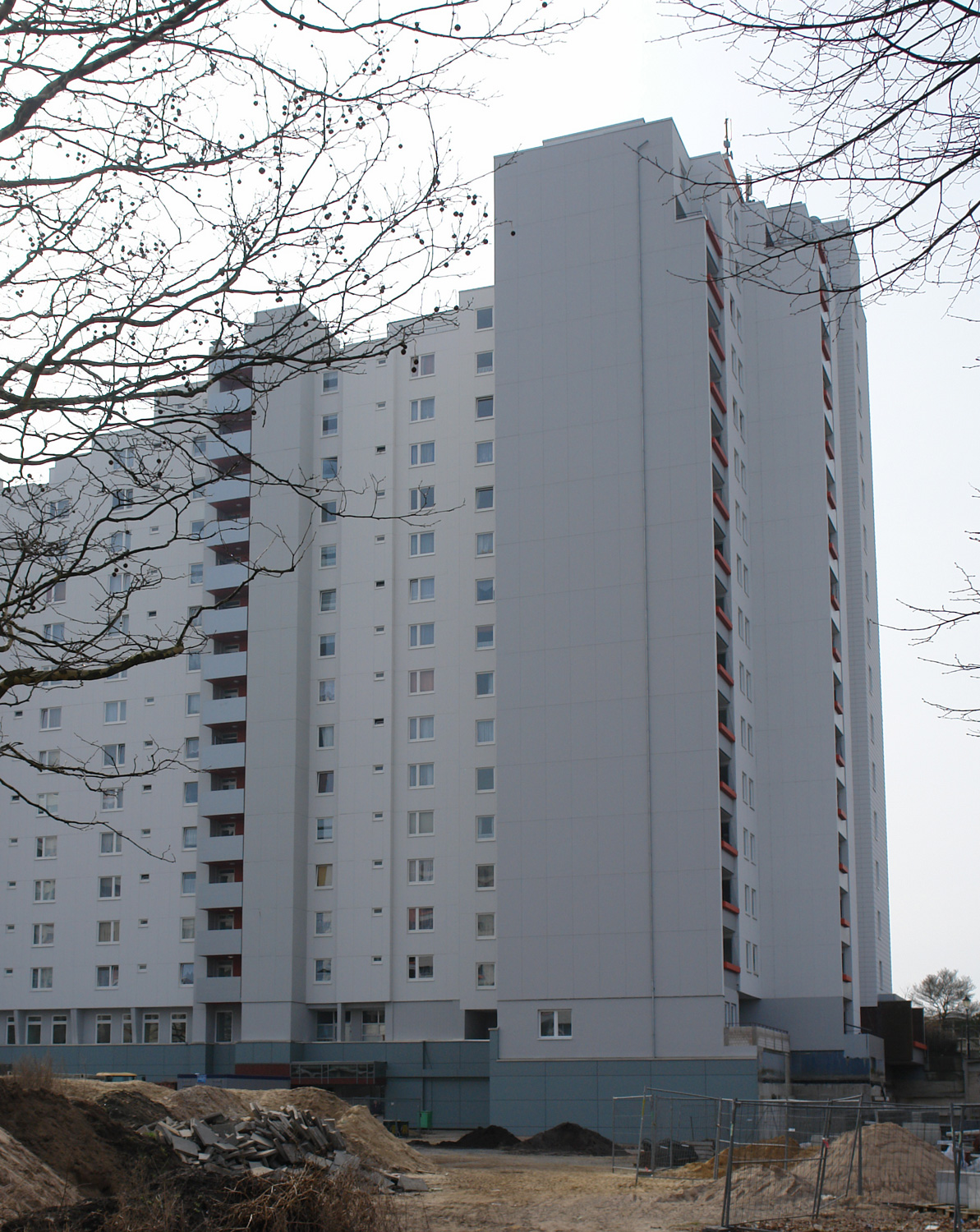
Ludwigshafener Str .Nr. 14

An der Straße stehen einige zweigeschossige Gebäude und zumeist vielgeschossige Wohnhäuser.
Erwähnenswerte Gebäude und Anlagen
- Teneverstraße Nr. 3: 1-gesch. kleineres Einkaufszentrum
- Nr. 20 bis 32: 3-gesch. modernes Bürozentrum von nach 2000
- Wendeschleife der Straßenbahn
- Nr. 42: 18-gesch. 55 m hohes Wohnhochhaus von 1977 als Teil eines Hochhausriegels. 2010 fand im Haus erstmals der GEWOBA-Treppenlauf statt. Er führte über 290 Stufen bis ins oberste Stockwerk.
- Nr. 44/46: 3-gesch. Büro- und Einkaufszentrum als OteZentrum mit Gewoba Servicebüro OTe, Polizeistation, Sparkasse-Bremen-Filiale, Café, AWO-Beratungszentrum und Center Apotheke; dahinter
- Ludwigshafener Straße: Wohnhochhäuser von 1977 nach Plänen von Martin Zill
  - Nr. 12: 15-gesch. 41 m hohes Wohnhochhaus und
  - Nr. 14: 17-gesch. 44 m hohes Wohnhochhaus von 1977
- Koblenzer Straße als Spazier- und Radweg mit
  - Nr. 2a: Kita der AWO
  - Nr. 3: 2-gesch. Hallenbad Tenever von 1977, heute OTeBad genannt
  - Nr. 5: 1-gesch. Jugendhaus Tenever von 1977
- Kaiserslauterner Straße Nr. 1 bis 18: bis 17-gesch. rechtwinkliger Wohnhausblock
- Wormser Straße Nr. 1 bis 18: bis 16-gesch. rechtwinkliger Wohnhausblock
- Pirmasenser Straße Nr. 1 bis 24: bis 16-gesch. rechtwinkliger Wohnhausblock und 7-gesch. Wohnhaus
- Nr. 48: bis zu 10-gesch. Wohnhochhaus
- Neuwieder Straße Nr. 1: bis 16-gesch. Wohnhochhaus von 1976
- Nr. 50ff: Sechs 3-gesch. Mehrfamilienhäuser von 2020 nach Plänen von Spengler + Wiescholek (Hamburg) für die Gewoba nach Abriss eines Wohnhochhauses[4]
- Ecke Neuwieder Straße: Fünf 2-gesch. neuere Wohnpavillons
- Zwischen Binger Weg und Pfälzer Weg: Sieben 2- bis 3-gesch. Wohnhäuser von 2019 mit Kindertagesstätte
- Fußgängerbrücke zum Binger Weg
- Sankt-Gotthard-Straße Nr. 140: Ev. Kirche Tenever von 1976 in der Evangelischen Trinitatisgemeinde Bremen mit Kita.